# Verbascum exuberans
Verbascum exuberans är en flenörtsväxtart som beskrevs av Hub.-mor.. Verbascum exuberans ingår i släktet kungsljus, och familjen flenörtsväxter. Inga underarter finns listade i Catalogue of Life.